# Mudroňovo
Mudroňovo é um município da Eslováquia, situado no distrito de Komárno, na região de Nitra. Tem 4,01 km² de área e sua população em 2018 foi estimada em 123 habitantes.

## Demografia
| Ano:        | 1994 | 2004    | 2014    | 2024   |
| ----------- | ---- | ------- | ------- | ------ |
| Broj ljudi: | 89   | 110     | 130     | 124    |
| Razlika:    |      | +23,59% | +18,18% | -4,61% |

| Ano:               | 2023 | 2024   |
| ------------------ | ---- | ------ |
| Número de pessoas: | 123  | 124    |
| Diferença:         |      | +0,81% |